# Leo Sayer
Gerard Hugh Sayer (Shoreham-by-Sea, Sussex, Anglaterra; 21 de maig de 1948), més conegut artísticament com a Leo Sayer, és un cantautor i músic anglès-australià de soft rock i disco. Entre les seves composicions més reconegudes destaquen "You Make Me Feel Like Dancing", les balades "When I Need You" i la versió de Bobby Vee "More Than I Can Say".

## Discografia
- Silverbird (1973)
- Just a Boy (1974)
- Another Year (1975)
- Endless Flight (1976)
- Thunder in My Heart (1977)
- Leo Sayer (1978)
- The Very Best of Leo Sayer (1979)
- Here (1979)
- Living in a Fantasy (1980)
- A Night To Remember (Live at Earl's Court) (1981)
- World Radio (1981)
- Have You Ever Been in Love (1983)
- Cool Touch (1990)
- All the Best (1993)
- The Definitive Hits Collection (1999)
- Endless Journey - The Essential Leo Sayer (2004)
- Voice In My Head (2005)
- Thunder In My Heart Again - Meck featuring Leo Sayer (2006)
- Selfie (2019)